# Deep (VanVelzen)
Deep is een nummer van de Nederlandse zanger VanVelzen uit 2007. Het is de derde single van zijn debuutalbum Unwind.
Het nummer haalde de 17e positie in de Nederlandse Top 40.